# パナソニック ドラマシアター
『パナソニック ドラマシアター』は、2008年10月13日から2013年3月18日まで、TBS系列他で毎週月曜20:00 - 20:54 （JST）に放送されていたドラマ番組である。TBS系列28局・系列外3局の全国31局ネット。『水戸黄門 第39部』より開始。

## 概要
前身の『ナショナル ゴールデン・アワー→ナショナル劇場』と同様に、パナソニック（初代法人、現：パナソニックホールディングス）の創業者松下幸之助による「世の為人の為、老若男女問わない番組を。」の方針で、パナソニックグループが単独スポンサーで放送した。
2時間・3時間スペシャルなど、時間が拡大される場合でもパナソニックグループの単独スポンサーとなり、スポンサーの交代やスポットCMの挿入は一切されず、一方で特番などで放送が休止になる場合、当該時間にパナソニックグループがスポンサーにつくことはあったが、その例は数回のみであった。
パナソニックの要請により、TBS系列のない地域でも、日本テレビ系列（秋田放送、福井放送、四国放送）を通じて毎週日曜22:30 - 23:24（プロ野球中継延長や特別番組編成の関係で時間変更の場合あり）に放送され、佐賀県を除く46全ての都道府県で各県域局によって放送が行われた。佐賀県の大部分の地域ではTBS系列のRKB毎日放送・NBC長崎放送・RKK熊本放送を視聴していた世帯が多く存在した。
前身時代同様、本枠における『水戸黄門』を始めとした時代劇作品はC.A.L、『ハンチョウ〜神南署安積班〜』はTBSグループの番組制作会社であるドリマックス・テレビジョンが制作している。
地上デジタル放送では、『水戸黄門』第39部及び第40部の第1話（いずれも2時間スペシャル）に限りAACフォーマットでの5.1chサラウンド放送を実施、第2話目以降は通常の2チャンネルによるステレオ放送だが、その後TBSの番組制作コスト削減により、第42部の2時間スペシャルにあたる第1話や「パナソニック ドラマシアター」のオープニングキャッチのサラウンド放送は廃止となった。
アナログ放送では『水戸黄門 第40部』まで画面サイズ4:3での放送であったが、『ハンチョウ〜神南署安積班〜（第2シリーズ）』・『水戸黄門 第41部』は13:9セミレターボックスで放送された。2010年7月5日からの『ハンチョウ〜神南署安積班〜（第3シリーズ）』以降は、2011年7月のアナログ放送停波と地上デジタル放送への完全移行を前提として16:9レターボックスでの放送に変更されている。
本枠でも、前身時代を引き継ぎ『水戸黄門』2クール、現代劇1クールで放送されていたものの、2010年4月から放送の『水戸黄門 第41部』は作品構成上の理由から2クールではなく、1クールに短縮して放送された。『水戸黄門 第42部』は翌3月21日までの全21話（通常の2クール）で放送された。
2011年度からデジタル放送に限り、視覚障害者を対象とした解説放送が開始された（ステレオ2。ワンセグ・アナログ放送は従来どおりステレオ放送のみ）。連続ドラマによる解説放送は、NHKは連続テレビ小説（アナログも）などで率先的に採用しているが、民放の定時レギュラー放送では少なく、主に身体障害者を扱う作品などで用いられている。なお現代劇を放送する場合、解説が入らない場合（ステレオ音声のみ）となることがある。

### 歴史
2008年10月1日、スポンサーである松下電器が「パナソニック」へ社名変更し、同時に「ナショナル」ブランドを廃止して「パナソニック」へ統一することになった。これを受けて、「ナショナル劇場」の名称を変更し、「パナソニック ドラマシアター」と改称された。

#### 現代劇枠へ
｢パナソニック ドラマシアター｣へ移行した後『水戸黄門』の視聴率が1969年の放送開始以来、初めて1桁を記録（第39部、2008年10月20日放送分）し、第41部ではシリーズ平均でも1桁に転落した。そのため、『水戸黄門』シリーズの終了が決定された。『水戸黄門』は2011年12月19日の最終回スペシャルを以って1969年から42年間の歴史に幕を下ろした。2012年1月9日開始の『ステップファザー・ステップ』以降は刑事もの、およびミステリー・サスペンスなどの現代劇枠となった。

#### 枠終了・他系列遅れネット終了
2013年4月改編により、月曜20:00枠は『月曜ミステリーシアター』としてリニューアルされることになったため、『ハンチョウ〜神南署安積班〜（第6シリーズ）』最終回当日である3月18日で終了した。同時に1956年4月『ナショナル ゴールデン・アワー → ナショナル劇場』以来57年間続いてきた、TBS月曜20時台におけるナショナル→パナソニックの冠がつくパナソニック一社提供番組は消滅したが、引き続きパナソニックグループによる単独提供は2013年4月 - 9月クールは維持されていた。しかし、パナソニックは2013年7月に、10月から『月曜ミステリーシアター』を複数社提供番組に変更する事を発表し、2013年9月16日終了の『名もなき毒』を以って、前々身となる『ナショナル ゴールデン・アワー』から通算して57年6か月続いた。ナショナル→パナソニック一社提供は幕を下ろした。
本枠終了と同時に、秋田放送・福井放送・四国放送の日本テレビ系列3局は、2013年3月24日を以って『ナショナル劇場』から続いてきた日曜22:30 - 23:24における月曜20時台の6日遅れ系列外ネットを打ち切ったと同時に、ほか系列へのTBS製作パナソニック一社提供のネットも全廃された。また、TBS系列制作一社提供連続ドラマ枠の他系列ネット打ち切りは、1984年3月『ポーラテレビ小説』（系列外では平日8:10 - 8:30に1日遅れ（JNN系列における再放送と同時ネット）で放送）のポーラのスポンサー降板並びに4月からの複数社提供への移行（同時に『テレビ小説』に改題の上JNN加盟25局のみで放送、1986年9月終了）に伴う打ち切り以来となった。これにより、3局で放送されるTBS連続ドラマのレギュラー放送は日曜昼 - 夕方に7日遅れで放送されている『日曜劇場』のみとなった。

## 作品リスト
太字は時代劇
| 作 | タイトル                                | 放送期間                       | 備考 |
| -- | --------------------------------------- | ------------------------------ | --- |
| 1  | 水戸黄門 第39部                         | 2008年10月13日 - 2009年3月23日 | |
| 2  | ハンチョウ〜神南署安積班〜（シリーズ1） | 2009年4月13日 - 7月20日        | 原作：今野敏（角川春樹事務所ハルキ文庫刊）                                                               |
| 3  | 水戸黄門 第40部                         | 2009年7月27日 - 12月21日       | |
| 4  | ハンチョウ〜神南署安積班〜（シリーズ2） | 2010年1月11日 - 3月22日        | 原作：今野敏（角川春樹事務所ハルキ文庫刊）                                                               |
| 5  | 水戸黄門 第41部                         | 2010年4月12日 - 6月28日        | |
| 6  | ハンチョウ〜神南署安積班〜（シリーズ3） | 2010年7月5日 - 9月20日         | 原作：今野敏（角川春樹事務所ハルキ文庫刊）                                                               |
| 7  | 水戸黄門 第42部                         | 2010年10月11日 - 2011年3月21日 | |
| 8  | ハンチョウ〜神南署安積班〜（シリーズ4） | 2011年4月11日 - 6月27日        | パナソニック ドラマシアター55周年記念作品 原作：今野敏（角川春樹事務所ハルキ文庫刊） 初回2時間スペシャル |
| 9  | 水戸黄門 第43部                         | 2011年7月4日 - 12月12日        | |
| 10 | 水戸黄門 最終回スペシャル               | 2011年12月19日                 | 本作を以って時代劇枠終了                                                                                 |
| 11 | ステップファザー・ステップ              | 2012年1月9日 - 3月19日         | 本作から現代劇枠に 原作：宮部みゆき（講談社講談社文庫・青い鳥文庫刊） 初回2時間スペシャル                |
| 12 | ハンチョウ〜警視庁安積班〜（シリーズ5） | 2012年4月9日 - 6月25日         | 原作：今野敏（角川春樹事務所ハルキ文庫刊） 初回2時間スペシャル                                           |
| 13 | 浪花少年探偵団                          | 2012年7月2日 - 9月17日         | 原作：東野圭吾（講談社講談社文庫刊） 初回2時間スペシャル                                                 |
| 14 | パーフェクト・ブルー                    | 2012年10月8日 - 12月17日       | 原作：宮部みゆき（東京創元社創元推理文庫刊） 本作から初回が1時間に                                       |
| 15 | ハンチョウ〜警視庁安積班〜（シリーズ6） | 2013年1月14日 - 3月18日        | 本枠最終作品 原作：今野敏（角川春樹事務所ハルキ文庫刊） 本作を以って月曜20:00枠の他系列ネットも終了      |

## ネット局
| 放送対象地域   | 放送局                    | 系列                          | 放送日時           |
| -------------- | ------------------------- | ----------------------------- | ------------------ |
| 関東広域圏     | TBSテレビ（TBS）          | TBS系列                       | 月曜 20:00 - 20:54 |
| 北海道         | 北海道放送（HBC）         | TBS系列                       | 月曜 20:00 - 20:54 |
| 青森県         | 青森テレビ（ATV）         | TBS系列                       | 月曜 20:00 - 20:54 |
| 岩手県         | IBC岩手放送（IBC）        | TBS系列                       | 月曜 20:00 - 20:54 |
| 宮城県         | 東北放送（TBC）           | TBS系列                       | 月曜 20:00 - 20:54 |
| 山形県         | テレビユー山形（TUY）     | TBS系列                       | 月曜 20:00 - 20:54 |
| 福島県         | テレビユー福島（TUF）     | TBS系列                       | 月曜 20:00 - 20:54 |
| 山梨県         | テレビ山梨（UTY）         | TBS系列                       | 月曜 20:00 - 20:54 |
| 新潟県         | 新潟放送（BSN）           | TBS系列                       | 月曜 20:00 - 20:54 |
| 長野県         | 信越放送（SBC）           | TBS系列                       | 月曜 20:00 - 20:54 |
| 静岡県         | 静岡放送（SBS）           | TBS系列                       | 月曜 20:00 - 20:54 |
| 富山県         | チューリップテレビ（TUT） | TBS系列                       | 月曜 20:00 - 20:54 |
| 石川県         | 北陸放送（MRO）           | TBS系列                       | 月曜 20:00 - 20:54 |
| 中京広域圏     | 中部日本放送（CBC）       | TBS系列                       | 月曜 20:00 - 20:54 |
| 近畿広域圏     | 毎日放送（MBS）           | TBS系列                       | 月曜 20:00 - 20:54 |
| 鳥取県・島根県 | 山陰放送（BSS）           | TBS系列                       | 月曜 20:00 - 20:54 |
| 岡山県・香川県 | 山陽放送（RSK）           | TBS系列                       | 月曜 20:00 - 20:54 |
| 広島県         | 中国放送（RCC）           | TBS系列                       | 月曜 20:00 - 20:54 |
| 山口県         | テレビ山口（tys）         | TBS系列                       | 月曜 20:00 - 20:54 |
| 愛媛県         | あいテレビ（ITV）         | TBS系列                       | 月曜 20:00 - 20:54 |
| 高知県         | テレビ高知（KUTV）        | TBS系列                       | 月曜 20:00 - 20:54 |
| 福岡県         | RKB毎日放送（RKB）        | TBS系列                       | 月曜 20:00 - 20:54 |
| 長崎県         | 長崎放送（NBC）           | TBS系列                       | 月曜 20:00 - 20:54 |
| 熊本県         | 熊本放送（RKK）           | TBS系列                       | 月曜 20:00 - 20:54 |
| 大分県         | 大分放送（OBS）           | TBS系列                       | 月曜 20:00 - 20:54 |
| 宮崎県         | 宮崎放送（MRT）           | TBS系列                       | 月曜 20:00 - 20:54 |
| 鹿児島県       | 南日本放送（MBC）         | TBS系列                       | 月曜 20:00 - 20:54 |
| 沖縄県         | 琉球放送（RBC）           | TBS系列                       | 月曜 20:00 - 20:54 |
| 秋田県         | 秋田放送（ABS）           | 日本テレビ系列                | 日曜 22:30 - 23:24 |
| 徳島県         | 四国放送（JRT）           | 日本テレビ系列                | 日曜 22:30 - 23:24 |
| 福井県         | 福井放送（FBC）           | 日本テレビ系列 テレビ朝日系列 | 日曜 22:30 - 23:24 |

## 備考

### オープニング
少女が窓から夜空を眺めている。夜空には「パナソニック ドラマシアター」の文字が浮かび、それが光線に変わり、世界中の人々や風景をつなぐ。最後に地球をバックに、世界中の人々や風景や動物の映像カットが（2003年以降のナショナル劇場と同様の演出で）集積し、グローバルブランドスローガンの「Panasonic ideas for life」のコーポレートロゴを形成。光も同時にそれに向かい、Panasonicロゴのアンダーラインとなる。
- 番組開始から2010年2月8日放送分までのBGMはパナソニックイメージソングであるDREAMS COME TRUEの「SEEDS OF TOMORROW（MIDDLE OF NOWHERE-Panasonic version）[注 4]」であり、歌詞テロップも表示されていた。2010年2月15日放送分よりサラ・ブライトマンの「Shall be done」に変更された。
- 提供読みは「この番組は、パナソニックグループがお送りします。」であった。

### 製作クレジット
- 時代劇の作品では「C.A.L」のみが「製作」としてクレジットされており、TBSのクレジットは表記されていない。そのため、後提供後のエンドクレジットに局名ロゴを付記していた時期があった（『月曜ロードショー』と同じ形式）。
- 一方現代劇では、外部プロダクション（TBS系列のプロダクション含む）+TBSの共同制作としてクレジットされている。

### 番組終了前の提供クレジット
次回予告後に流され、提供クレジットの後に「このドラマはフィクションです。」と表示されて番組終了であった。ただし水戸黄門の場合は次回予告後に一旦30秒間のCMをはさんだ後に提供クレジットを流し、作品タイトルのエンドカードを表示して終了していた。提供クレジットは基本的にナショナル劇場末期のものとほぼ同じで、半透明のブルーバック表示であった。
- 隔週でのパナソニック・パナホーム（現在：パナソニック ホームズ）の2社提供表示で、提供アナウンス・クレジットは以下のようになっていた。なお、番組を通してのCM放送枠時間は5分30秒であった。
  - 「この番組は、パナソニックの提供でお送りしました。」（パナソニックの完全一社提供でパナホームは提供なし）
  - 「この番組は、パナソニックとご覧のスポンサーの提供でお送りしました。」（パナソニックは5分、パナホームは30秒提供）
- 2008年10月から2011年3月まではパナソニック・パナソニック電工・パナホームの3社であったが、2011年4月1日にパナソニック電工がパナソニックの完全子会社（翌年に吸収合併された）になったことに伴い、提供名義もパナソニックに統合されたため、パナソニック電工単独名義でのクレジットは表示されなくなった。3社提供時代の提供アナウンス・スポンサークレジットはナショナル劇場末期と同様に以下の3パターンであった。
  - 「この番組は、パナソニックとパナソニック電工の提供でお送りしました。」（パナソニック電工は60秒提供、パナホームは提供なし）
  - 「この番組は、パナソニック・パナソニック電工とご覧のスポンサーの提供でお送りしました。」（パナソニック電工は60秒、パナホームは30秒提供）
  - 「この番組は、パナソニックとご覧のスポンサーの提供でお送りしました。」（パナソニック電工・パナホーム共に30秒提供、またはパナソニック電工は30秒提供でパナホームは提供なし）
- パナソニックのクレジットは「Panasonic ideas for life」であったが、上記の通り単に「パナソニック」としか読まれなかった（これは他のパナソニック単独提供のテレビ番組も同様であった）。
- スポンサーの読み上げはTBSアナウンサーの向井政生または鈴木順が担当していた。秋田放送では、同局アナウンサーによるスポンサーの読み上げが、ナショナル劇場に引き続いて行われ、賀内隆弘が担当していた。

### 再放送
- 再放送は一部のTBS系列地上波・BS-TBS（2010年8月30日より）では主に『水戸黄門』が行われ、TBSチャンネルなどのCS放送では他の作品も行われている。再放送ではパナソニックグループはスポンサーに付かず、タイトルコールも放送されない[注 5]。また、長らくモノラル放送で放送されていたが、現在はステレオ放送で放送されている[注 6]。旧作にて、当時の本放送時には実施していなかった字幕放送を再放送では新たに作成し放送している（2012年7月以降はTBSチャンネルでも実施）。
- 2012年9月を以って、関東地方では水戸黄門等のナショナル劇場時代からの時代劇再放送が終了した。

### そのほか
- ナショナル劇場放送分を含む時代劇作品のナレーションは、次回予告も「お楽しみに」、もしくは「ご期待ください」とナレーションされることはなかったが、現在放送中のドラマ最終回の前の回の予告で「ご期待ください」とのナレーションがあった。
- ドラマの場面に使用される家電品、照明器具・ブレーカーなどの配線器具、システムキッチン・ユニットバスなどの住宅設備は、すべてパナソニックグループ各社の製品となっており、特にテレビ（VIERAおよび業務用ビデオモニター・ディスプレイ）、掛時計、電話機、ファクシミリでは製造会社名「Panasonic」の文字がはっきり読めるくらいアップで映るケースがあった。また、出演者が自転車に乗っている場面では、関連会社の「パナソニック サイクルテック」製の自転車が使用されていた。
- ドラマの劇中の車は警察車両はトヨタ製が多く、犯人が使用する車などはニッポンレンタカーのレンタカーを使用し、多くは日産車などにエンブレムを隠す処置を行って使用していた。ちなみにパナソニックはトヨタ車向けのディーラーオプション用に純正カーオーディオやカーナビゲーション機器などを供給したり（パナソニック オートモーティブシステムズが担当）[注 7]、プリウスなどのハイブリッドカーに使用されるニッケル水素電池を製造する「パナソニックEVエナジー（現在：プライムアースEVエナジー）」を合弁で設立している関係もある。
- 番組終了後、21:00からの『月曜ゴールデン』の告知（ジャンクション）が流れ、他企業各社が30秒のヒッチハイクCMを週替わりで放送していた。なお2012年には、一時期『月曜ゴールデン』の告知を中断していたことがあった。
- 各作品の第1回目（新番組）の放送日の新聞のラテ欄においては大半の場合、当番組の宣伝広告が掲載されていた。この広告は、TBS（系列）側によるものではなく、パナソニック側が出稿する広告となっていた（「Panasonic ideas for life」のロゴを表示していた）。
- 2011年3月21日放送分（水戸黄門第42部の最終回）は、東日本大震災の影響でパナソニックグループ提供を自粛したため、オープニングキャッチは行われず、代わりに「『水戸黄門』今夜のみどころ」を放送した。そして2011年4月11日放送の『ハンチョウ〜神南署安積班〜（シーズン4）』初回2時間スペシャルよりパナソニックグループは提供を再開し、オープニングキャッチが復活した。
- 2010年代に入ってからは、19:00枠バラエティ番組の2時間ないし3時間の拡大スペシャルが多発するようになってきたが、TBS月曜日は本シリーズと『月曜ゴールデン』が存在する関係上、19:00枠番組の拡大スペシャルは年末年始や春秋の改編期しか行われない。現在は土曜19:00枠で放送中の『炎の体育会TV』も、月曜日時代は年末年始や改編期しか行われず、土曜日に変わってからは頻繁に行うようになった。
- 最後まで月曜20:00枠ナショナル→パナソニック一社提供の6日遅れネットを続けた秋田放送・福井放送・四国放送の3局は、日本テレビ系列のプライムタイムにおけるローカルセールス枠が、当時は日曜22:30 - 23:24しかなかったため、長時間スペシャル放送時には放送時間を変更して放送していた（土曜・日曜昼時間帯等）。また、長時間スペシャル、もしくは休止の場合は日本テレビで同時刻で放送されている『中井正広のブラックバラエティ』（日本テレビでは2013年3月31日終了、秋田放送は同年4月9日（4月8日深夜）終了、四国放送は同年4月12日（4月11日深夜）終了、福井放送は非ネット）・『ダウンタウンのガキの使いやあらへんで!!』（3局とも平日深夜に遅れネットで放送）の同時ネットは行わず、穴埋め番組を放送していた。ただし放送開始が編成の都合で23:30以降に繰り下げとなった場合は、翌日以降に当該回の再放送を行っていた。また、国政選挙の投開票日はNNN（日本テレビ）制作の選挙特別番組『ZERO×選挙』を優先放送するため、長時間スペシャル時と同様に別時間に振り替え放送していた。この体制は他系列ネット打ち切りの翌週である2013年3月31日まで続いた[注 8]。
  - 最後まで月曜20:00枠松下→パナソニック一社提供の6日遅れネットを続けた3局における、本枠打ち切り後に切り替えた番組は以下の通り。

| 放送対象地域 | 放送局   | 後番組                                                                                  | 備考                                                                                        |
| ------------ | -------- | --------------------------------------------------------------------------------------- | ------------------------------------------------------------------------------------------- |
| 秋田県       | 秋田放送 | 『有吉反省会』 （日本テレビ） 『ダウンタウンのガキの使いやあらへんで!!』 （日本テレビ） | いずれも日本テレビと同時ネット （『ガキ使』は遅れネットから日本テレビとの同時ネットへ変更） |
| 福井県       | 福井放送 | 『有吉反省会』 （日本テレビ） 『ダウンタウンのガキの使いやあらへんで!!』 （日本テレビ） | いずれも日本テレビと同時ネット （『ガキ使』は遅れネットから日本テレビとの同時ネットへ変更） |
| 徳島県       | 四国放送 | 『大阪ほんわかテレビ』 （読売テレビ）                                                   | 遅れネットから読売テレビとの同時ネットへ変更                                                |

- 秋田放送・福井放送・四国放送では、現在は『日曜ドラマ』[注 9]を放送している。
- 番組中で流れるCMには、ドラマの出演者が出演する限定版が存在した。